# Красноярский сельсовет (Астраханская область)
Красноярский сельсовет — административно-территориальная единица и муниципальное образование (сельское поселение) в Красноярском районе Астраханской области России.
Административный центр — село Красный Яр.

## География
Сельсовет расположен на юго-востоке Астраханской области, в восточной части поймы рек Бузан и Ахтуба и представляет собой остров, окруженный со всех сторон реками. Западную часть сельсовета омывают реки Ахтуба и Бузан, южную и юго-восточную река Прорва, северную — реки Кривой Бузан, Караульная, Маячная. Территория представляет собой равнинную пойму с расположенными на ней Бэровскими буграми и еречными понижениями. 
Сельсовет граничит с Бузанским на западе, Байбекским на севере и Ватаженским сельсоветами на востоке. На юге проходит граница с Володарским и Приволжским районами.

## История
Красноярский сельский Совет был образован в 1918 году на основании декрета о передаче власти в губернии Советам депутатов от 27 января 1918 года, принятом на Астраханском губернском съезде рабочих, солдатских, крестьянских и ловецких депутатов. В 1925 году в результате районирования был образован Красноярский район с центром в с. Красный Яр.
Статус и границы сельского поселения установлены Законом Астраханской области от 6 августа 2004 года № 43/2004-ОЗ «Об установлении границ муниципальных образований и наделении их статусом сельского, городского поселения, городского округа, муниципального района».
Законом Астраханской области от 4 сентября 2015 года № 57/2015-ОЗ административно-территориальные единицы и муниципальные образования «Забузанский сельсовет», «Красноярский сельсовет» и «село Черёмуха» были объединены в административно-территориальную единицу и муниципальное образование «Красноярский сельсовет» с административным центром в селе Красный Яр.

## Население
| 2010    | 2012    | 2013    | 2014    | 2015    | 2016    | 2017    |
| ------- | ------- | ------- | ------- | ------- | ------- | ------- |
| 12 755  | ↗12 907 | ↗13 002 | ↗13 134 | ↗13 274 | ↗16 814 | ↗17 274 |
| 2018    | 2019    | 2020    | 2021    |         |         |         |
| ↘17 238 | ↘17 163 | ↘17 072 | ↘16 966 |         |         |         |

Население сельсовета на 01.01.2013 г. — 13400 человек, из них мужчин — 6362 человек, женщин — 7038 человек, детей: школьного возраста — 1306, от 0 до 6 лет — 1463. Трудоспособное население — 8016 человек (из них экономически активное население — 6448 человек (79,4 %), безработных — 2368 человек (20,6 %)).
Национальный состав:
- русские — 7855
- казахи — 4352
- татары — 737
- украинцы — 56
- армяне — 25
- другие национальности — 316 человек.

## Состав
| № | Населённый пункт | Тип населённого пункта       | Население |
| - | ---------------- | ---------------------------- | --------- |
| 1 | Белый Ильмень    | посёлок                      | ↘86       |
| 2 | Воробьёвский     | посёлок                      | ↗110      |
| 3 | Забузан          | село                         | ↗1614     |
| 4 | Красный Яр       | село, административный центр | ↗12 254   |
| 5 | Маячное          | село                         | ↗1164     |
| 6 | Первомайский     | посёлок                      | ↗80       |
| 7 | Солнечный        | посёлок                      | 217       |
| 8 | Черёмуха         | село                         | ↗1214     |

## Хозяйство
На территории муниципального образования находятся 61 предприятие и учреждение, 477 личных подсобных хозяйств и 276 предпринимателей, расположены дачные товарищества.
Общий объём промышленного производства в 2012 году составил 32,043 млн руб., в том числе: выпуск молочной продукции — 12 555 тыс. руб., мяса — 7285,8 тыс.руб., тепловой энергии — 12202 тыс. руб.
На территории сельсовета имеются 477 личных подсобных хозяйства, в которых на 01.01.2013 зарегистрировано 1803 единиц сельскохозяйственных животных и занято 1631 человек. На территории сельсовета функционируют 2 крестьянско-фермерских хозяйства «Кан» (растениеводство) и «Светлана» (животноводство). В связи с отсутствием пастбищных угодий основным направлением развития сельского хозяйства является растениеводство. В 2012 году объём производства с/х продукции составил 43,1 млн руб., в том числе растениеводство — 35,6 млн руб., животноводство — 7,5 млн руб. Большинство посевных площадей в ЛПХ занято под посадку овощей и картофеля — 187 га и 87 га соответственно, в КФХ «Кан» под посадку бахчевых культур — 13 га. В Красноярском сельсовете осуществляют свою деятельность три садово-огороднических товарищества общей площадью дачных участков 32 га.
Потребительский рынок на территории муниципального образования представлен широким спектром услуг. В Красноярском сельсовете зарегистрировано 276 предпринимателей, функционирует 103 магазина (с. Красный Яр — 100, с. Маячное — 3), открыто 8 кафе.

## Объекты социальной сферы
В сельсовете функционируют МУЗ «Красноярская центральная районная больница», 6 образовательных учреждений, МДОУ "Детский сад «Сказка», ДОЧУ «Новичок», 5 библиотек.

## Флаг
Флаг утверждён 5 мая 2000 года: «Флаг муниципального образования „Красноярский сельсовет“ представляет собой прямоугольное жёлтое полотнище с отношением ширины к длине 2:3, воспроизводящее фигуру гербового щита, смещённой к древку над пурпурной полосой по нижнему краю полотнища шириной в 1/4 от общей ширины, разделённой посередине узкой белой полосой в 1/16 общей ширины».